# Domenico Ronconi
Domenico Ronconi (Lendinara, 11 luglio 1772 – Milano, 13 aprile 1839) è stato un tenore e maestro di canto italiano, con una brillante carriera internazionale sulle scene liriche, dal 1796 al 1829. Intraprese quindi una seconda carriera come insegnante di canto a Milano, durata fino alla sua morte, avvenuta nel capoluogo lombardo nel 1839..

## Biografia
Nato a Lendinara, studiò canto con l'abate Cervellini in provincia di Rovigo. 
Debuttò come secondo tenore serio al Teatro San Benedetto di Venezia nel 1797 e si esibì poi fino al 1802, quasi sempre come tenore comico, nei teatri veneti (non però alla Fenice).
Dal 1803 al 1805 fu impegnato nella compagnia italiana dei teatri imperiali di San Pietroburgo; al suo rientro in Italia si esibì come tenore serio alla Fenice nel 1806/1807, e poi l'anno successivo come tenore comico alla Scala, interpretando fra gli altri, in particolare, il ruolo di Lindoro nella prima versione de L'italiana in Algeri, messa in musica da Luigi Mosca.
Ronconi si esibì quindi all'Opera di Corte a Vienna nel 1809-1810. A Vienna cantò davanti a Napoleone, che in seguito ingaggiò il suo talento per la celebrazione del matrimonio con Maria Luisa d'Asburgo-Lorena a Parigi nel 1810. Fece apparizioni all'Opera di Parigi nel 1810-1811 e, dal 1816 al 1819, fu di nuovo attivo in vari teatri d'opera dell'Italia settentrionale. Dal 1819 al 1829 fu ingaggiato nella compagnia dell'Opera di Corte a Monaco di Baviera.
Dopo il suo ritiro dal palcoscenico nel 1829, Ronconi fondò una scuola di musica a Milano che divenne molto conosciuta. Divenne un famoso insegnante di canto, con i suoi illustri allievi tra cui il soprano Erminia Frezzolini e il contralto Caroline Unger. Fu anche l'insegnante di tre dei suoi figli, Giorgio, Sebastiano e Felice, che ebbero successo nelle loro carriere di cantanti, in particolare il primo, in seguito generalmente riconosciuto come uno dei fondatori della moderna tipologia vocale del baritono (fu, ad esempio, il primo interprete del Nabucco di Verdi).